# First Division 1950-1951
La First Division 1950-1951 è stata la 52ª edizione della massima serie del campionato inglese di calcio, disputato tra il 19 agosto 1950 e il 5 maggio 1951 e concluso con la vittoria del Tottenham, al suo primo titolo.
Capocannoniere del torneo è stato Stan Mortensen (Blackpool) con 30 reti.

## Stagione

### Novità
Al posto delle retrocesse Manchester City e Birmingham City sono saliti dalla Second Division il Tottenham e lo Sheffield Weds.

## Squadre partecipanti
| Squadra           | Stagione | Città               | Stadio               | Stagione precedente                   |
| ----------------- | -------- | ------------------- | -------------------- | ------------------------------------- |
| Arsenal           | dettagli | Londra              | Highbury             | 6º posto in First Division            |
| Aston Villa       | dettagli | Birmingham          | Villa Park           | 12º posto in First Division           |
| Blackpool         | dettagli | Blackpool           | Bloomfield Road      | 7º posto in First Division            |
| Bolton            | dettagli | Bolton              | Burnden Park         | 16º posto in First Division           |
| Burnley           | dettagli | Burnley             | Turf Moor            | 10º posto in First Division           |
| Charlton          | dettagli | Londra              | The Valley           | 20º posto in First Division           |
| Chelsea           | dettagli | Londra              | Stamford Bridge      | 13º posto in First Division           |
| Derby County      | dettagli | Derby               | Baseball Ground      | 11º posto in First Division           |
| Everton           | dettagli | Liverpool           | Goodison Park        | 18º posto in First Division           |
| Fulham            | dettagli | Londra              | Craven Cottage       | 17º posto in First Division           |
| Huddersfield Town | dettagli | Huddersfield        | Leeds Road           | 15º posto in First Division           |
| Liverpool         | dettagli | Liverpool           | Anfield              | 8º posto in First Division            |
| Manchester Utd    | dettagli | Manchester          | Old Trafford         | 4º posto in First Division            |
| Middlesbrough     | dettagli | Middlesbrough       | Ayresome Park        | 9º posto in First Division            |
| Newcastle Utd     | dettagli | Newcastle upon Tyne | St James' Park       | 5º posto in First Division            |
| Portsmouth        | dettagli | Portsmouth          | Fratton Park         | 1º posto in First Division            |
| Stoke City        | dettagli | Stoke-on-Trent      | Victoria Ground      | 19º posto in First Division           |
| Sunderland        | dettagli | Sunderland          | Roker Park           | 3º posto in First Division            |
| Sheffield Weds    | dettagli | Sheffield           | Hillsborough Stadium | 2º posto in Second Division, promosso |
| Tottenham         | dettagli | Londra              | White Hart Lane      | 1º posto in Second Division, promosso |
| West Bromwich     | dettagli | West Bromwich       | The Hawthorns        | 14º posto in First Division           |
| Wolverhampton     | dettagli | Wolverhampton       | Molineux Stadium     | 2º posto in First Division            |

## Classifica finale
|       | Pos. | Squadra           | Pt | G  | V  | N  | P  | GF | GS | Med   |
| ----- | ---- | ----------------- | -- | -- | -- | -- | -- | -- | -- | ----- |
|       | 1.   | Tottenham         | 60 | 42 | 25 | 10 | 7  | 82 | 44 | 1.864 |
|       | 2.   | Manchester Utd    | 56 | 42 | 24 | 8  | 10 | 74 | 40 | 1.850 |
|       | 3.   | Blackpool         | 50 | 42 | 20 | 10 | 12 | 79 | 53 | 1.491 |
| [ 2 ] | 4.   | Newcastle Utd     | 49 | 42 | 18 | 13 | 11 | 62 | 53 | 1.170 |
|       | 5.   | Arsenal           | 47 | 42 | 19 | 9  | 14 | 73 | 56 | 1.304 |
|       | 6.   | Middlesbrough     | 47 | 42 | 18 | 11 | 13 | 76 | 65 | 1.169 |
|       | 7.   | Portsmouth        | 47 | 42 | 16 | 15 | 11 | 71 | 68 | 1.044 |
|       | 8.   | Bolton            | 45 | 42 | 19 | 7  | 16 | 64 | 61 | 1.049 |
|       | 9.   | Liverpool         | 43 | 42 | 16 | 11 | 15 | 53 | 59 | 0.898 |
|       | 10.  | Burnley           | 42 | 42 | 14 | 14 | 14 | 48 | 43 | 1.116 |
|       | 11.  | Derby County      | 40 | 42 | 16 | 8  | 18 | 81 | 75 | 1.080 |
|       | 12.  | Sunderland        | 40 | 42 | 12 | 16 | 14 | 63 | 73 | 0.863 |
|       | 13.  | Stoke City        | 40 | 42 | 13 | 14 | 15 | 50 | 59 | 0.847 |
|       | 14.  | Wolverhampton     | 38 | 42 | 15 | 8  | 19 | 74 | 61 | 1.213 |
|       | 15.  | Aston Villa       | 37 | 42 | 12 | 13 | 17 | 66 | 68 | 0.971 |
|       | 16.  | West Bromwich     | 37 | 42 | 13 | 11 | 18 | 53 | 61 | 0.869 |
|       | 17.  | Charlton          | 37 | 42 | 14 | 9  | 19 | 63 | 80 | 0.787 |
|       | 18.  | Fulham            | 37 | 42 | 13 | 11 | 18 | 52 | 68 | 0.765 |
|       | 19.  | Huddersfield Town | 36 | 42 | 15 | 6  | 21 | 64 | 92 | 0.696 |
|       | 20.  | Chelsea           | 32 | 42 | 12 | 8  | 22 | 53 | 65 | 0.815 |
|       | 21.  | Sheffield Weds    | 32 | 42 | 12 | 8  | 22 | 64 | 83 | 0.771 |
|       | 22.  | Everton           | 32 | 42 | 12 | 8  | 22 | 48 | 86 | 0.558 |

Legenda:
      Campione d'Inghilterra.
      Retrocessa in Second Division.
Regolamento:
Due punti a vittoria, uno a pareggio, zero a sconfitta.
A parità di punti le squadre venivano classificate secondo il quoziente reti.

## Statistiche

### Squadre

#### Capoliste solitarie
Fonte:
|    | —— | —— | —— | —— | ——  | ——        | ——        | —— | ——        | ——        | ——  | ——  | ——  | ——  | ——  | ——      | ——      | ——      | ——      | ——      | ——  | ——  | ——  | ——        | ——        | ——        | ——        | ——        | ——        | ——        | ——        | ——        | ——        | ——        | ——        | ——        | ——        | ——        | ——        | ——        | ——        | —— |  |
|    |    |    |    |    | Ars | Newcastle | Newcastle |    | Newcastle | Newcastle |     | Ars |     |     |     | Arsenal | Arsenal | Arsenal | Arsenal | Arsenal | Mid |     | Mid | Tottenham | Tottenham | Tottenham | Tottenham | Tottenham | Tottenham | Tottenham | Tottenham | Tottenham | Tottenham | Tottenham | Tottenham | Tottenham | Tottenham | Tottenham | Tottenham | Tottenham | Tottenham |    |  |
|    |    |    |    |    |     |           |           |    |           |           |     |     |     |     |     |         |         |         |         |         |     |     |     |           |           |           |           |           |           |           |           |           |           |           |           |           |           |           |           |           |           |    |  |
|    |    |    |    |    |     |           |           |    |           |           |     |     |     |     |     |         |         |         |         |         |     |     |     |           |           |           |           |           |           |           |           |           |           |           |           |           |           |           |           |           |           |    |  |
| 1ª | 2ª | 3ª | 4ª | 5ª | 6ª  | 7ª        | 8ª        | 9ª | 10ª       | 11ª       | 12ª | 13ª | 14ª | 15ª | 16ª | 17ª     | 18ª     | 19ª     | 20ª     | 21ª     | 22ª | 23ª | 24ª | 25ª       | 26ª       | 27ª       | 28ª       | 29ª       | 30ª       | 31ª       | 32ª       | 33ª       | 34ª       | 35ª       | 36ª       | 37ª       | 38ª       | 39ª       | 40ª       | 41ª       | 42ª       |    |  |

### Individuali

#### Classifica marcatori
Fonte:
| Gol | Rigori |  | Giocatore       | Squadra                          |
| --- | ------ |  | --------------- | -------------------------------- |
| 30  |        |  | Stan Mortensen  | Blackpool                        |
| 28  |        |  | Jack Lee        | Derby County                     |
| 21  |        |  | Nat Lofthouse   | Bolton                           |
| 21  |        |  | Alex McCrae     | Middlesbrough                    |
| 21  |        |  | Duggie Reid     | Portsmouth                       |
| 20  | 1      |  | Jackie Stamps   | Derby County                     |
| 20  |        |  | Roy Swinbourne  | Wolverhampton                    |
| 19  |        |  | Johnny Hancocks | Wolverhampton                    |
| 18  |        |  | Trevor Ford     | Aston Villa (2), Sunderland (16) |
| 18  |        |  | Harold Hassall  | Huddersfield Town                |
| 18  |        |  | Stan Pearson    | Manchester Utd                   |
| 17  |        |  | Doug Lishman    | Arsenal                          |
| 17  |        |  | Jackie Milburn  | Newcastle Utd                    |
| 17  |        |  | Jackie Mudie    | Blackpool                        |
| 16  |        |  | Frank Bowyer    | Stoke City                       |